# Jesús Franco
Jesús Franco (Madrid, 12 mei 1930 – Málaga, 2 april 2013), ook bekend als Jess Franco, was een Spaans filmregisseur. Hij regisseerde meer dan 200 films.

## Filmografie (selectie)
- The Awful Dr. Orloff (1962)
- The Sadistic Baron Von Klaus (1962)
- The Secret of Dr. Orloff (1964)
- Miss Muerte (1965)
- Necronomicon - Geträumte Sünden (1968)
- The Blood of Fu Manchu (1968)
- The Girl from Rio (1969)
- The Castle of Fu Manchu (1969)
- Marquis de Sade: Justine (1969)
- Paroxismus - Può una morta rivivere per amore? (1969)
- 99 Women (1969)
- The Bloody Judge (1970)
- Nachts, wenn Dracula erwacht (1970)
- Eugenie (1970)
- Vampyros Lesbos (1971)
- Sie tötete in Ekstase (1971)
- Der Teufel Kam aus Akasava (1971)
- Nightmares Come at Night (1972)
- A Virgin among the Living Dead (1973)
- Eugenie de Sade (1973)
- La Comtesse Perverse (1974)
- Lorna the Exorcist (1974)
- La Comtesse Noire (1975)
- Exorcisms (1975)
- The Hot Nights of Linda (1975)
- Women behind Bars (1975)
- Frauengefängnis (1975)
- Jack the Ripper - Der Dirnenmörder von London (1976)
- Die Marquise von Sade (1976)
- Midnight Party (1976)
- Frauen für Zellenblock 9 (1977)
- Ilsa, the Wicked Warden (1977)
- Convoy of Girls (1978) - (co-regie)
- Devil Hunter (1980)
- Mondo Cannibale (1980)
- Wicked Memoirs of Eugenie (1980)
- The Story of Linda (1981)
- Sadomania (1981)
- Die Säge des Todes (1981)
- L'Abîme des morts-vivants (1982)
- Revenge in the House of Usher (1982)
- Diamonds of Kilimandjaro (1983)
- Mansion of the Living Dead (1985)
- Faceless (1988)
- Fall of the Eagles (1989)
- Killer Barbys (1996)

## Verder lezen
- Lucas Balbo, Christian Kessler en Peter Blumenstock - Obsession: The Films of Jess Franco; Graf Haufen & Frank Trebbin, 1993.
- Tatjana Pavlović - Despotic Bodies and Transgressive Bodies: Spanish Culture from Francisco Franco to Jesus Franco; State University of New York, 2002.
- Carlos Aguilar - Jesús Franco; Cátedra, 2011.
- Stephen Thrower - Murderous Passions: The Delirious Cinema of Jesus Franco (Vol. 1); Strange Attractor, 2015.
- Stephen Thrower - Flowers of Perversion: The Delirious Cinema of Jesus Franco (Vol. 2); Strange Attractor, 2017.
- Kristofer Todd Upjohn - Jess Franco: The World's Most Dangerous Filmmaker; Stark House, 2018.
- Antonio Lázaro-Reboll en Ian Olney (red.) - The Films of Jess Franco; Wayne State University, 2018.

- Biblioteca Nacional de España: XX909091
- Bibliothèque nationale de France: cb140987729 (data)
- Gemeinsame Normdatei: 129220973
- International Standard Name Identifier: 0000 0000 7979 8721
- Library of Congress Control Number: no97038917
- MusicBrainz: 33707c36-6b2f-483e-9761-1d4471e891b9
- Nationale Bibliotheek van Tsjechië: pna2007418495
- Nationale Bibliotheek van Polen: a0000003165641
- Nederlandse Thesaurus van Auteursnamen: 217689094
- Istituto Centrale per il Catalogo Unico: UBOV495046
- SNAC: w65801h8
- Système universitaire de documentation: 080707475
- Trove: 585786
- Virtual International Authority File: 93151360
- WorldCat: E39PBJyRxc8f43FdYDpkwmRFrq